# 금지욕얼
금지욕얼 (중국어 간체자: 金枝欲孽, 정체자: 金枝慾孽, 병음: Jīn zhī yù niè 진즈위녜[*], 광둥어: Gam1 zi1 juk6 jit6 감찌욕읻, 영어: War and Beauty 월 에드 뷰티[*])은 홍콩 TVB의 드라마이다.

## 배역표
- 장커이(張可頤) - 소완니이가안천(蘇完尼爾佳安茜)
- 사시만(佘詩曼) - 동가이순(董佳爾淳)
- 려자(黎姿) - 후가옥영(侯佳玉瑩)
- 등췌문(鄧萃雯) - 유호록여월(鈕祜祿如玥)
- 린바오이(林保怡) - 손배양(孫白颺)
- 천하오(陳豪) - 공무(孔武)

## 같이 보기
- 정치적 부정부패
- 자금성
- 하렘
- 궁심계